# Lassana Diarra
Lassana Diarra (París, 10 de març de 1985), també conegut com a Lass, és un futbolista internacional francès d'origen malià. Habitualment juga de centrecampista defensiu, encara que també pot jugar de lateral dret.

## Trajectòria

### Primers anys
Nascut a París, va provar sort a les categories inferiors del FC Nantes, on van considerar que era massa baix i amb poc pes (mesurava 1,70m. i pesava 57 kg) per tenir èxit. Lass va deixar el club en busca de més oportunitats al Le Mans de la segona divisió francesa, on no es va acabar d'adaptar, decidint deixar el futbol i tornar a París amb quinze anys.

### Le Havre
Als disset anys va fitxar pel Le Havre AC, de la segona divisió francesa, on va començar a jugar de migcampista defensiu. Va millorar ràpidament, despertant l'interès de diferents equips i debutant amb la selecció francesa sub-21. Degut a la seva joventut i el seu gran potencial, va ser fitxat pel Chelsea FC com a possible substitut de Claude Makélélé, per un milió de lliures esterlines al juliol de 2005.

### Chelsea
Va debutar al Chelsea a l'octubre de 2005 a un partit de la Lliga de Campions davant el Reial Betis. Només va arribar a jugar dos partits complets durant la temporada, sent un habitual suplent a l'equip de Jose Mourinho. Va ser nomenat millor jove de la temporada al Chelsea FC.
Durant la temporada 2006-07, va jugar sovint com a lateral dret, en haver diferents lesionats en aquesta posició. Va jugar la final sencera de la Copa de la Lliga, davant l'Arsenal FC al Millennium Stadium com a lateral dret.
Va ser traspassat a l'Arsenal FC a l'estiu de 2007, davant l'interès de l'equip gunner en obtenir els drets sobre el jugador. El traspàs va ser per dos milions de lliures esterlines.

### Arsenal

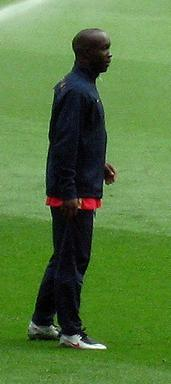
Lass a un entrenament de l'Arsenal FC.

Va jugar a l'equip del nord de Londres amb el dorsal 8, sense propietari després de la marxa de Fredik Ljungberg. L'entrenador gunner, Arsène Wenger, va destacar d'ell la seva polivàlencia al terreny de joc.
Igual que amb el seu antic equip, va debutar amb l'Arsenal a un partit de la Lliga de Campions i davant un equip sevillà, en aquest cas el Sevilla FC. Va ser titular per primera vegada a la FA Premier League davant l'Aston Villa.
Degut a les seves poques oportunitats, va manifestar el seu descontentament amb l'equip, sent traspassat al Portsmouth FC el gener de 2008 per 5.500.000 lliures.

### Portsmouth
Va fitxar pel Portsmouth FC el 17 de gener de 2008. Debutant davant el Derby County FC amb el dorsal 6. Va marcar el seu primer gol davant el Plymouth Argyle de la FA Cup. Va jugar tots els partits de l'equip a la FA Cup, fins a la final, que varen guanyar. Després de la gran temporada amb el Portsmouth va disputar l'Eurocopa 2008 amb França.
Va disputar la Community Shield davant el Manchester United FC, al qual van eliminar a la FA Cup, però Lass va fallar a la tanda de penals, donant la victòria al conjunt red. El 18 de setembre de 2008 va marcar el primer gol de la història del Portsmouth a la Copa de la UEFA. Durant el desembre de 2008, el Portsmouth va arribar a un acord amb el Reial Madrid CF per fitxar a Lass, que va fer oficial el primer de gener de 2009, amb un traspàs d'uns 20 milions d'euros.

### Reial Madrid
El 21 de desembre de 2008 el Real Madrid va fer públic el fitxatge del jugador francès fins al juny de 2013 a la seva pàgina web. Va ser presentat l'endemà.
Va debutar amb el conjunt blanc el 4 de gener de 2009 a un partit de lliga davant el Vila-real CF. Durant la pretemporada 2011-12, després de diferents temporades sent habitual amb l'equip blanc, es va especular amb la seva sortida, no comptant per al tècnic Jose Mourinho, que ni el va convocar per a cap partit de la pretemporada. Al final, es mantingué a la plantilla, encara que va canviar el dorsal 10 pel 24. Al començar la temporada, va jugar als partits on no ho pogué fer el seu company Sami Khedira, anant adquirint més protagonisme, i alternant la seva posició com a migcampista defensiu i la de lateral dret.

### Anzhi
El 31 d'agost de 2012, va ser traspassat pel Madrid a l'Anzhi rus, en una operació feta a punt de tancar-se el mercat, i que implicà l'anada al Reial Madrid, cedit, d'Essien.

## Estadístiques
Actualitzades a 26 d'agost de 2012.
| Club              | Temporada         | Lliga   | Lliga | Lliga   | Copa    | Copa | Copa    | Europa  | Europa | Europa  | Total   | Total | Total   |
| Club              | Temporada         | Partits | Gols  | Assist. | Partits | Gols | Assist. | Partits | Gols   | Assist. | Partits | Gols  | Assist. |
| ----------------- | ----------------- | ------- | ----- | ------- | ------- | ---- | ------- | ------- | ------ | ------- | ------- | ----- | ------- |
| Chelsea FC        | 2005–06           | 3       | 0     | 0       | 2       | 0    | 0       | 2       | 0      | 0       | 7       | 0     | 0       |
| Chelsea FC        | 2006–07           | 10      | 0     | 0       | 8       | 0    | 0       | 5       | 0      | 1       | 23      | 0     | 1       |
| Total Chelsea     | Total Chelsea     | 13      | 0     | 0       | 10      | 0    | 0       | 7       | 0      | 1       | 30      | 0     | 1       |
| Arsenal FC        | 2007-08           | 7       | 0     | 0       | 3       | 0    | 0       | 3       | 0      | 0       | 13      | 0     | 0       |
| Total Arsenal     | Total Arsenal     | 7       | 0     | 0       | 30      | 0    | 0       | 3       | 0      | 0       | 13      | 0     | 0       |
| Portsmouth        | 2007-08           | 12      | 1     | 0       | 5       | 1    | 0       | 0       | 0      | 0       | 17      | 2     | 0       |
| Portsmouth        | 2008-09           | 12      | 0     | 0       | 1       | 0    | 0       | 2       | 1      | 0       | 14      | 1     | 0       |
| Total Portsmouth  | Total Portsmouth  | 24      | 1     | 0       | 6       | 1    | 0       | 2       | 1      | 0       | 31      | 3     | 0       |
| Reial Madrid      | 2008–09           | 19      | 0     | 1       | 0       | 0    | 0       | 2       | 0      | 0       | 21      | 0     | 1       |
| Reial Madrid      | 2009–10           | 23      | 1     | 1       | 1       | 0    | 0       | 6       | 0      | 0       | 30      | 1     | 1       |
| Reial Madrid      | 2010–11           | 26      | 0     | 1       | 3       | 0    | 1       | 10      | 0      | 1       | 39      | 0     | 3       |
| Reial Madrid      | 2011–12           | 17      | 0     | 0       | 4       | 0    | 0       | 4       | 0      | 1       | 25      | 0     | 1       |
| Reial Madrid      | 2012–13           | 2       | 0     | 0       | 0       | 0    | 0       | 0       | 0      | 0       | 2       | 0     | 0       |
| Total Real Madrid | Total Real Madrid | 77      | 1     | 3       | 8       | 0    | 1       | 22      | 0      | 2       | 117     | 1     | 6       |

Assist.: Assistències de gol

## Palmarès

### Chelsea
- 1 FA Cup: 2006-07.
- 1 League Cup: 2006-07.
- 1 Subcampionat de la FA Premier League: 2006-07.

### Portsmouth
- 1 FA Cup: 2007-08.
- 1 Subcampionat de la Community Shield: 2008.

### Reial Madrid CF
- 1 Primera divisió: 2011-12.
- 1 Copa del Rei: 2010-11.
- 1 Supercopa d'Espanya: 2012.

### Paris Saint-Germain
- 1 Ligue 1: 2017-18.
- 1 Copa francesa: 2017-18.
- 1 Copa de la lliga francesa: 2017-18.
- 1 Supercopa francesa: 2018.